# Heptaplus
Heptaplus: della settemplice interpretazione dei sei giorni della Genesi (Heptaplus: de septiformi sex dierum Geneseos enarratione) è un'opera letteraria scritta nel 1489 da Giovanni Pico della Mirandola, noto umanista vissuto nel XV secolo.
L'opera costituisce il più grande lavoro di approfondimento filosofico e cabalistico della Bibbia compiuto da Giovanni Pico. Grazie alla grande conoscenza della filosofia e della lingua ebraica, Pico scrisse questa settemplice (divisa in sette parti) interpretazione allegorica dei primi 26 versi del libro della Genesi, riuscendo a sintetizzare e riunire in un'unica opera di natura cosmologica la rivelazione ebraica di Mosè, le dottrine di Platone e Aristotele, la scolastica medievale, l'ermetismo e le teorie sulla cabala.
L'Heptaplus è una delle più note opere di ricerca erudita del Rinascimento.

## Contenuto
L'Heptaplus (termine latino che significa "sette volte sette") rappresenta una teoresi del mondo e una lettura allegorica della creazione biblica, attraverso sette libri composti da sette capitoli ciascuno, oltre a un proemio.
L'opera, scritta a Fiesole nel convento di San Francesco, si apre con un'avvertenza dell'editore Roberto Salviati, dalla dedica a Lorenzo de' Medici e dal proemio, diviso in due parti, in cui l'umanista mirandolese spiega i presupposti e gli obiettivi del suo lavoro. Le sette "esposizioni" trattano i temi del mondo corruttibile, il mondo celeste, il mondo angelico e invisibile, la natura umana, le diverse connessioni tra i tre mondi e la vita eterna. L'ultimo capitolo è dedicato all'interpretazione personale di Pico, in particolare delle parole iniziali della Bibbia (in ebraico בראשית‎?, bereshìt, in principio).

## Edizioni

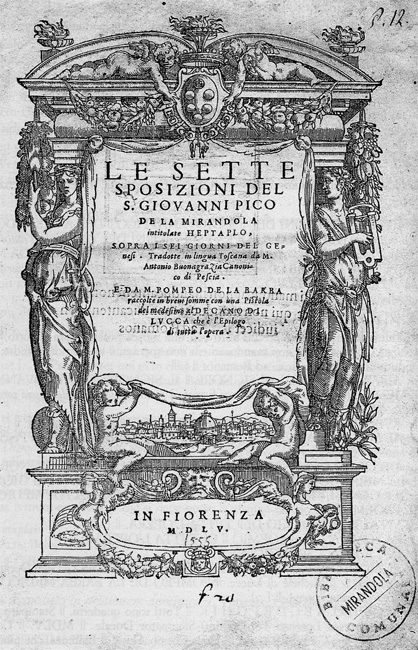
Le sette sposizioni del S. Giovanni Pico de la Mirandola intitolate Heptaplo, tradotte in lingua toscana da Antonio Buonagrazia (Firenze, 1555)

- Robertus Salviatus (a cura di), Heptaplus Iohannis Pici Mirandule de septiformi sex dierum Geneseos enarratione ad Laurentium Medicem, Bartholomeo di Libri, 1490,  p. 116.
- Heptaplus de septiformi sex dierum Geneseos enarratione, Bartolommeo di Libri, 1490.
- Heptaplus de septiformi sex dierum Geneseos enarratione. Apologia XIII quaestionum. De ente et uno, Bernardinus [de Vitalibus] Venetus, 1498.

traduzioni in italiano
- Le sette sposizioni del S. Giovanni Pico de la Mirandola intitolate Heptaplo, sopra i sei giorni del Genesi, traduzione di Antonio Buonagrazia, Firenze o Pescia, 1555.
- Heptaplus. La Settemplice Interpretazione dei Sei Giorni della Genesi, traduzione di Eugenio Garin; introduzione di Alberto Cesare Ambesi, Edizioni Arktos, 1996,  p. 144, ISBN 8870490831.

traduzioni in inglese
- Heptaplus or Discourse on the Seven Days of Creation, traduzione di Jessie Brewer McGaw, New York, Philosophical Library, 1977.
- Heptaplus, in On the Dignity of Man, traduzione di Douglas Carmichael, Indianapolis, The Bobbs-Merrill Company, 1965,  pp. 67-174.; seconda edizione, con nuova bibliografia, Indianapolis, Hackett Publishing, 1998.